# HMCS Athabaskan (R79)
HMCS Athabaskan (R79/DDE 219) là một tàu khu trục của Hải quân Hoàng gia Canada, là chiếc tàu chiến thứ hai của Canada mang cái tên này, được đặt theo tên chung của nhiều bộ lạc miền Tây Canada nói tiếng Athabaskan. Cả nó lẫn chiếc HMCS Athabaskanthứ nhất đều cùng thuộc lớp Tribal, nên nó thường được gọi là Athabaskan II.
Được hoàn tất quá trễ để tham gia vào Chiến tranh Thế giới thứ hai, Athabaskan đã phục vụ trong Chiến tranh Triều Tiên, và đã đóng vai trò quan trọng trong việc cải tổ Hải quân Canada sau chiến tranh theo sau một vụ phản kháng của thủy thủ năm 1949.

## Chế tạo
Athabaskan được chế tạo tại Xưởng tàu Halifax và được hạ thủy vào tháng 5 năm 1945, là một trong số bốn tàu khu trục lớp Tribal được chế tạo tại thành phố Halifax trong Thế Chiến II.

## Lịch sử hoạt động

### Cuộc "binh biến" 1949
Vào ngày 26 tháng 2 năm 1949, trong khi Athabaskan dừng chân để tiếp nhiên liệu tại Manzanillo, Colima, Mexico, chín mươi thành viên thủy thủ đoàn, chiến khoảng phân nửa biên chế nhân sự con tàu, đã tự giam mình trong phòng ăn và từ chối ra ngoài cho đến khi Hạm trưởng lắng nghe những lời than phiền của họ. Vị chỉ huy con tàu tàu đã hành động thận trọng với sự nhạy cảm để tháo gỡ sự khủng hoảng, đi vào phòng ăn để bàn luận không chính thức các phàn nàn với các thủy thủ, và cẩn thận không sử dụng từ "binh biến" vốn có thể đem lại hậu quả pháp lý nghiêm trọng cho các thủy thủ can dự. Ông thậm chí còn đặt mũ của mình bên trên một bản danh sách các đề nghị để tỏ ra không nhận thấy, vốn có thể đem ra làm bằng chứng của việc nổi loạn.
Gần như cùng lúc ấy, những sự kiện tương tự cũng xảy ra trên tàu khu trục Crescent (R16) ở Nam Kinh, Trung Quốc và trên chiếc tàu sân bay Magnificent (CVL 21) tại vùng biển Caribe, nơi mà cả hai vị chỉ huy đều hành xử tương tự như ở chiếc Athabaskan.

### Chiến tranh Triều Tiên
Athabaskan đã tham gia cuộc Chiến tranh Triều Tiên và được tặng thưởng một Vinh dự Chiến trận "Triều Tiên 1950-53". Nó ngừng hoạt động và bị tháo dỡ vào năm 1969.